# Kathedraal van Chelmsford
De kathedraal van Chelmsford (volledig in het Engels: Cathedral of St Mary the Virgin, St Peter and St Cedd) is een anglicaanse kathedraal in de gelijknamige stad in Essex, Engeland. Het is de hoofdzetel van de bisschop van Chelmsford.

## Geschiedenis
De huidige kerk werd gebouwd vanaf de 15e eeuw. Daarmee verving het een eerdere kerk die rond 1200 gebouwd werd. In 1914 werd de kerk tot kathedraal gewijd. In de 20e eeuw was er een gedeeltelijke uitbreiding van de kerk. In 1983 werd het interieur gedeeltelijk vervangen. De twee huidige orgels werden geplaatst in 1994 en 1995.

## Trivia
- De kathedraal is de op een na kleinste kathedraal van Engeland, terwijl het het op een na grootste bisdom bedient.